# Yanshan (socken i Kina)
Yanshan (kinesiska: 燕山街道, 燕山) är en socken i Kina. Den ligger i provinsen Shandong, i den östra delen av landet, nära eller i provinshuvudstaden Jinan. Antalet invånare är 43 359. Befolkningen består av 23 176 kvinnor och 20 183 män. Barn under 15 år utgör 10,0 %, vuxna 15-64 år 80 %, och äldre över 65 år 9,0 %.
Genomsnittlig årsnederbörd är 841 millimeter. Den regnigaste månaden är juli, med i genomsnitt 315 mm nederbörd, och den torraste är januari, med 6 mm nederbörd.